# Ночі Кабірії
«Ночі Кабірії» (італ. Le notti di Cabiria) — фільм-драма 1957 року спільного виробництва кінематографістів Італії та Франції, поставлений режисером Федеріко Фелліні з Джульєттою Мазіною та Франсуа Пер'є в головних ролях. Сценарій фільму створено на основі роману Марії Молінарі. Світова прем'єра фільму відбулася 10 травня 1957 року на 10-му Каннському міжнародному кінофестивалі, де він брав участь в основній конкурсній програмі у змаганні за «Золоту пальмову гілку». Стрічка здобула почесну нагороду як найкращий іноземний фільм на 30-й церемонії вручення нагород кінопремії «Оскар» у 1958 році . На 18 вересня 2018 року фільм займав 227-у позицію у списку "250 найкращих фільмів за версією IMDb.

## Сюжет
Марії Чекареллі, яку всі навкруги знають під ім'ям Кабірія (Джульєтта Мазіна), живе в одному з найбідніших районів Рима, заробляючи собі на життя проституцією. Як і більшість жінок її професії, вона має дуже поганий характер. Але не дивлячись на все це, глибоко в душі Кабірія залишається беззахисною й наївною маленькою дівчинкою, що свято вірить у принца на білому коні. Проте життя постійно підносить їй неприємні сюрпризи, так що ці пошуки обертаються для героїні бідами. Майже всі люди, що зустрічаються їй по життю, використовують її у своїх інтересах. Кабірія, що вже зневірилася, все ж палко молиться Мадонні про послання їй можливості виправити своє життя.
І ось одного разу доля підносить їй подарунок — чоловіка на ім'я Оскар (Франсуа Пер'є), яке напророкували їй у місцевому цирку. Хоча цей незвичайний Чоловік працює бухгалтером, але, з усього видно, що на великій фірмі, і він обіцяє Кабірії прекрасне безбідне та чесне майбутнє. Кабірія нескінченно щаслива тим, що у неї з'явилася можливість виправити своє життя, і на крилах свого щастя безоглядно закохується. Вона продає свій будиночок, і, підкоряючись поклику мрії, все приносить своєму коханому.
Черговий жорстокий удар долі завдає її серцю, здавалося б, смертельної рани: її коханий планував, забравши у неї гроші, вбити її. Він її теж використав. Але Кабірія не озлобилася ні на кривдника, ні на долю…

## У ролях
| • Джульєтта Мазіна | … | Кабірія (Марія Чекареллі) |
| • Франсуа Пер'є    | … | Оскар д'Онофріо           |
| • Франка Марці     | … | Ванда                     |
| • Амедео Наццарі   | … | Альберто Ладзарі          |
| • Альдо Сільвані   | … | гіпнотизер                |
| • Доріан Грей      | … | Джессі                    |
| • Франко Фабріці   | … | Джорджо                   |

## Знімальна група
- Автори сценарію — Федеріко Фелліні, Енніо Флайяно, Тулліо Пінеллі, П'єр Паоло Пазоліні
- Режисер-постановник — Федеріко Фелліні
- Продюсер — Діно Де Лаурентіс
- Оператори — Альдо Тонті, Отелло Мартеллі
- Композитор — Ніно Рота
- Монтаж — Лео Каттоццо
- Художник-постановник — П'єро Герарді
- Художник по костюмах — П'єро Герарді
- Звукорежисер — Оскар Ді Санто

## Нагороди та номінації
| Список нагород та номінацій                       | Список нагород та номінацій | Список нагород та номінацій                                              | Список нагород та номінацій                        | Список нагород та номінацій | Список нагород та номінацій |
| Кінопремія                                        | Дата церемонії              | Категорія                                                                | Номінант(и)                                        | Результат                   | Дж                          |
| ------------------------------------------------- | --------------------------- | ------------------------------------------------------------------------ | -------------------------------------------------- | --------------------------- | --------------------------- |
| Каннський міжнародний кінофестиваль               | 1957                        | Золота пальмова гілка                                                    | Ночі Кабірії                                       | Номінація                   |                             |
| Каннський міжнародний кінофестиваль               | 1957                        | Приз за найкращу жіночу роль                                             | Джульєтта Мазіна                                   | Перемога                    | [ 3 ]                       |
| Каннський міжнародний кінофестиваль               | 1957                        | Особливий приз Міжнародної Католицької організації в області кіно (OCIC) | Ночі Кабірії                                       | Перемога                    |                             |
| Міжнародний кінофестиваль у Сан-Себастьяні        | 1957                        | Приз за найкращу жіночу роль                                             | Джульєтта Мазіна                                   | Перемога                    |                             |
| Премія «Давид ді Донателло»                       | 1957                        | Найкращий режисер                                                        | Федеріко Фелліні                                   | Перемога                    |                             |
| Премія «Давид ді Донателло»                       | 1957                        | Найкращий продюсер                                                       | Діно де Лаурентіс                                  | Номінація                   |                             |
| Премія «Оскар»                                    | 26 березня 1958             | Найкращий фільм іноземною мовою                                          | Ночі Кабірії                                       | Перемога                    | [ 4 ]                       |
| «Золотий кубок»                                   | 1958                        | Найкраща акторка                                                         | Джульєтта Мазіна                                   | Перемога                    |                             |
| Італійський національний синдикат кіножурналістів | 1958                        | «Срібна стрічка» найкращому продюсерові                                  | Діно ді Лаурентіс                                  | Перемога                    |                             |
| Італійський національний синдикат кіножурналістів | 1958                        | «Срібна стрічка» найкращому режисерові                                   | Федеріко Фелліні                                   | Перемога                    |                             |
| Італійський національний синдикат кіножурналістів | 1958                        | «Срібна стрічка» найкращій акторці                                       | Джульєтта Мазіна                                   | Перемога                    |                             |
| Італійський національний синдикат кіножурналістів | 1958                        | «Срібна стрічка» найкращому акторові другого плану                       | Амедео Надзарі                                     | Номінація                   |                             |
| Італійський національний синдикат кіножурналістів | 1958                        | «Срібна стрічка» найкращій акторці другого плану                         | Франка Марці                                       | Номінація                   |                             |
| Італійський національний синдикат кіножурналістів | 1958                        | «Срібна стрічка» за найкращий сценарій                                   | Енніо Флайяно, Федеріко Фелліні, Тулліо Пінеллі    | Номінація                   |                             |
| Італійський національний синдикат кіножурналістів | 1958                        | «Срібна стрічка» за найкращу музику                                      | Ніно Рота                                          | Номінація                   |                             |
| Премія BAFTA                                      | 1959                        | Найкращий фільм з будь-якої країни                                       | Ночі Кабірії                                       | Номінація                   |                             |
| Премія BAFTA                                      | 1959                        | Найкраща іноземна акторка                                                | Джульєтта Мазіна                                   | Номінація                   |                             |
| Премія «Сан Жорді» (Барселона)                    | 1959                        | Найкращий іноземний фільм                                                | Ночі Кабірії                                       | Перемога                    |                             |
| Премія «Сан Жорді» (Барселона)                    | 1959                        | Найкращий іноземний режисер                                              | Федеріко Фелліні                                   | Перемога                    |                             |
| Премія «Сан Жорді» (Барселона)                    | 1959                        | Найкращий іноземний сценарій                                             | Енніо Флайяно, Тулліо Пінеллі, П'єр Паоло Пазоліні | Перемога                    |                             |
| Премія «Сан Жорді» (Барселона)                    | 1959                        | Найкраща іноземна акторка                                                | Джульєтта Мазіна                                   | Перемога                    |                             |